# Baróti-hegység

3D - Baróti-hegység

A Baróti-hegység (románul: Muntii Baraolt) Erdély keleti részén, Kovászna megyében elterülő középmagas hegyvonulat, amely a Keleti-Kárpátok része. Határait keleten, délen és nyugaton az Olt folyó kanyarulata képezi, amely megfelelő felszereléssel akár a Holdról is jól megfigyelhető. A hegység északi határa a Barót-patak völgye.

## Földrajz
A Baróti-hegység legmagasabb hegyei is alig érik el az 1000 méteres magasságot, legmagasabb pontja a Sugásfürdő közelében lévő Havad (1019 m), Görgő (1017 m) és Nagy-Kénos (1014 m). Majdnem teljesen elkülönülő nyugati gerinc a Bükkfej csoportja, amelynek legnagyobb magassága 819 m, és amelyet az Ajta-patak választ el a hegység többi részétől. A Barót-hegység a Hatod-hágónál kapcsolódik a Déli-Hargitához.
A Baróti-hegység fontosabb hegyei északról délre (nem teljes lista): Várbükk (617 m), Bükkfej (819 m), Nagy-Kénos (1014 m), Marokmezőtető (927 m), Görgő (1017 m), Havad (1019 m), Nagy-havas (957 m), Ör-kő (633 m).

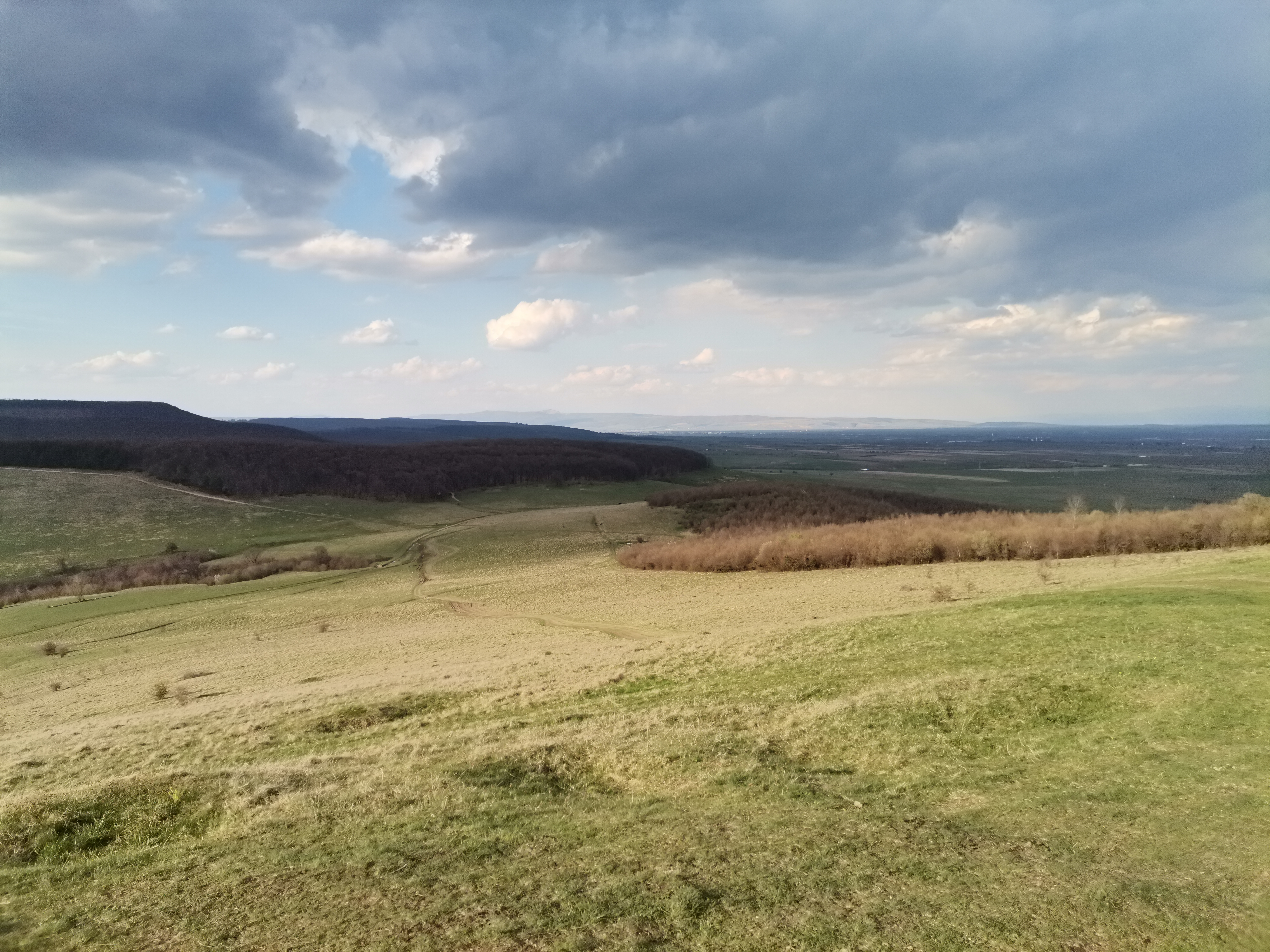
A Nagyhegy a Barabásról nézve

A főgerinc csúcsai az előpataki hágótól a déli végéig: Nagy Busnya-bérc (707 m), Nagyhegy (733 m), Barabás (662 m), Estrázsa tető (631 m) , Veczer ( 620 m).

## Növényzet
Növényföldrajzi szempontból a Baróti-hegység az északi flórabirodalom (Holarktisz) közép-európai flóraterületének Carpaticum flóratartományának Keleti-Kárpátok (Transsylvanicum) flóravidékéhez tartozik.
A Baróti-hegység ritka növényei közül megemlíthetőek: közönséges kígyónyelv (Ophioglossum vulgatum), sokcimpájú holdruta (Botrychium multifidum), erdeifenyő (Pinus silvestris), feketeribizli (Ribes nigrum), Heuffel-zanót (Cytisus heuffelii), változó gurgolya (Seseli varium), zöldes körtike (Pyrola chlorantha), ernyőskörtike (Chimapill umbellata), virágos kőris (Fraxinus ornus), piros pozdor (Scorzonera purpurea), kisvirágú pozdor (Scorzonera parviflora), piros kígyószisz (Echium russicum), egylevelű lágyvirág (Malaxis monophyllos), bajuszvirág (Epipogium aphyllum), Boldogasszony papucsa (Cypripedium calceolus), érdes hagyma (Allium oleraceum), hengeres sás (Carex diandra), tavaszi hérics ( Adonis vernalis) , leánykökörcsin ( Pulsatilla grandis), törpe mandula ( Amygdalus nana), kétsoros sás (Carex disticha), lecsüngő sás (Carex pendula) 